# Sessantanove (romanzo)
Sessantanove è un romanzo storico sentimentale di Cinzia Bomoll ambientato a Torino nel 1969, edito da Fazi Editore. La prefazione è stata curata da Carlo Lucarelli.

## Sinossi
Nell'estate del 1969 Rosa, una ragazza originaria del sud italia, si trova a Torino, dove conosce Corrado, fervente sostenitore dei movimenti di una estrema destra talmente estrema da andare paradossalmente contro lo stesso MSI, che si sta alleando col potere. Tra i due nasce una relazione guidata dal contrasto delle due classi sociali e culturali, che ne cambierà il modo di vivere gli anni di un'Italia che sta per conoscere l'autunno caldo, il femminismo e la strage di piazza Fontana. Le vite di vari personaggi a loro volta opposti e specchio dei loro tempi si intrecciano con quelle di Rosa e Corrado, in un girotondo che esprime le varie sfaccettature dell'epoca tra suspense, intrecci politici e amori inespressi. Ognuno è espressione delle diverse facce e risvolti di quell'anno. Nicola, operaio della FIAT appartenente alle rivolte operaie. Raffaele il fratello, troppo sensibile e fragile, che ascolta il nuovo rock proveniente dagli USA e cadrà nella prima ondata di eroina di fine anni '60. Olimpia, ricca bella e crudele attuerà la sua vendetta personale nei confronti di Corrado, distruggendo il suo mondo di illusioni politiche ed etiche. Riccardo, l'amico che tradisce l'amicizia di una vita e gli ideali politici giovanili in vista di un profitto e di una carriera futura che sfocerà negli anni di piombo. Questa è solo l'anticamera, ma è l'inizio di tutto ciò che è venuto dopo. È la storia dell'Italia dopo la perdita della sua innocenza.